# Nombre premier palindrome
Pour les articles homonymes, voir Palindrome (homonymie).
En mathématiques, un nombre premier palindrome est un nombre premier qui est aussi un nombre palindrome. Le caractère palindrome dépend de la base du système de numération et de ses conventions d'écriture, tandis que la primalité est indépendante de ce genre de considérations. 

## Liste de nombres premiers palindromes
Les vingt premiers nombres premiers palindromes en base dix sont : 2, 3, 5, 7, 11, 101, 131, 151, 181, 191, 313, 353, 373, 383, 727, 757, 787, 797, 919, 929.
Voici une pyramide de nombres premiers palindromes

```
                   2
                 30203
               133020331
             1713302033171
           12171330203317121
         151217133020331712151
       1815121713302033171215181
     16181512171330203317121518161
   331618151217133020331712151816133
 9333161815121713302033171215181613339
```

## Propriétés
Excepté 11, tous les nombres premiers palindromes en base dix ont un nombre impair de chiffres. En effet, d'après le critère de divisibilité par 11, tout nombre palindrome ayant un nombre pair de chiffres est divisible par 11.
On conjecture qu'il existe une infinité de nombres premiers palindromes en base dix. Le plus grand nombre premier palindrome connu en janvier 2013 est 10314 727 – 8×10157 363 – 1, trouvé par Harvey Dubner. En 2017 le plus grand connu est {\displaystyle 10^{474500}+999\cdot 10^{237249}+1}, qui contient 474 501 chiffres.
En binaire, les nombres premiers palindromes les plus faciles à obtenir sont les nombres premiers de Mersenne, puisqu'ils sont aussi des nombres premiers répunits. Les quatre premiers nombres premiers palindromes qui ne sont pas nombres de Mersenne sont 5 (101), 17 (10001), 73 (1001001) et 107 (1101011).

## Nombre premier triplement palindrome
Paulo Ribenboim définit un nombre premier triplement palindrome comme un nombre premier palindrome à p chiffres, où p est un nombre premier palindrome à q chiffres et q est un nombre premier palindrome. 10 000 500 001 est le plus petit nombre premier triplement palindrome, il a 11 chiffres et 11 a lui-même 2 chiffres et ces trois entiers sont des nombres premiers. {\displaystyle 10^{11310}+4661664\cdot 10^{5652}+1} est un autre exemple d'entier premier triplement palindrome : il possède p = 11 311 chiffres, p étant lui-même un nombre premier palindrome contenant 5 chiffres, 5 en étant un lui aussi.
Il est possible qu'un nombre premier triplement palindrome en base dix puisse être aussi palindrome dans une autre base, telle que la base 2, mais il serait hautement remarquable s'il était aussi triplement palindrome dans cette base.